# 拉克羅哈區
拉克羅哈區（西班牙語：Distrito de Locroja），是秘魯的一個區，位於該國中南部萬卡韋利卡大區的丘爾坎帕省，始建於1875年1月21日，面積76.76平方公里，海拔高度3,379米，2005年人口4,930，人口密度每平方公里64人。